# Атена (Орегон)
Атена (енгл. Athena) град је у америчкој савезној држави Орегон.

## Демографија
По попису из 2010. године број становника је 1.126, што је 95 (-7,8%) становника мање него 2000. године.
| Група             | 2000.         | 2010.         |
| Белци             | 1.087 (89,0%) | 1.014 (90,1%) |
| Афроамериканци    | 0 (0,0%)      | 5 (0,4%)      |
| Азијати           | 2 (0,2%)      | 5 (0,4%)      |
| Хиспаноамериканци | 63 (5,2%)     | 51 (4,5%)     |
| Укупно            | 1.221         | 1.126         |